# 코린 보러
코린 보러(Corinne Bohrer, 1958년 10월 18일 ~ )는 미국의 배우, 텔레비전 배우, 모델, 영화배우이다.

## 영화
- 베로니카 마스 (2004년)
- 조안 오브 아카디아 (2003년)
- 빅 에덴 (2000년)
- 패밀리 어트랙션 (1998년)
- 언더 랩스 (1997년)
- 스타 키드 (1997년)
- 인터 셉터 2 (1995년)
- 기숙사 대소동 4 (1994년)
- 프렌즈 (1994년)
- 의처증 (1993년)
- 마법의 이중주 (1988년) - 샘 역
- 연하의 연정 (1987년)
- 방황의 미로 (1987년)
- 폴리스 아카데미 4 - 시민 순찰대 (1987년)
- 스튜어디스 스쿨 (1986년)
- 조이스틱스 (1983년)
- 후커와 로마노 (1982년)
- 비치 걸스 (1982년)
- 아름다운 날들 (1982년)
- 바니의 소동 (1982년)